# Erich Prinz von Lobkowicz

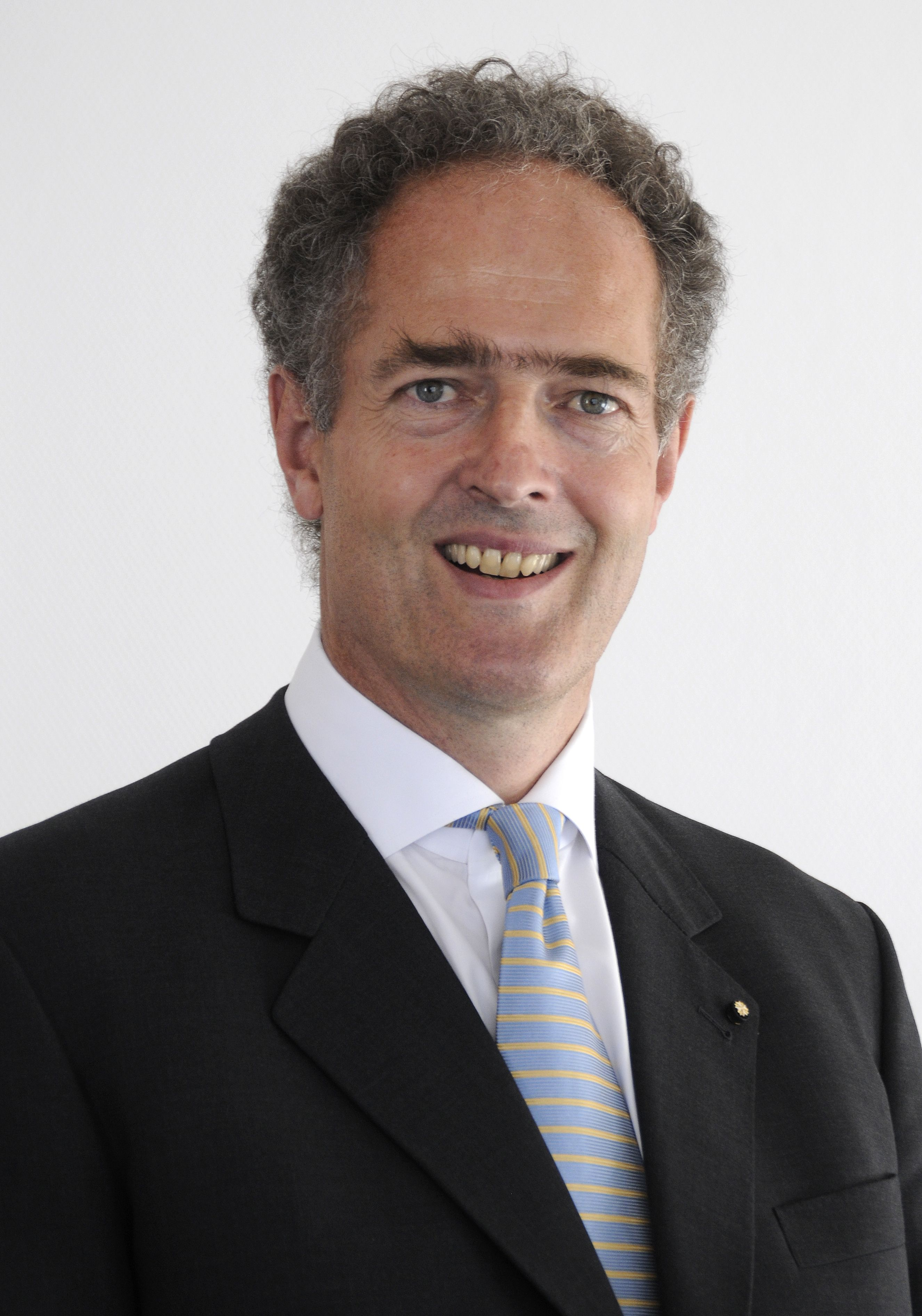
Erich von Lobkowicz (2008)

Maria Erich Georg Prinz von Lobkowicz (* 31. Oktober 1955 in München) war von 2006 bis 2024 Präsident der Deutschen Assoziation des Malteserordens. Davor war er 12 Jahre Vizepräsident der Deutschen Assoziation. Von 2002 bis 2024 war er Vorsitzender des Aufsichtsrates der Deutschen Malteser gGmbH.

## Leben
Erich Prinz von Lobkowicz ist der Sohn von Nikolaus Lobkowicz, der von 1960 bis 1967 als Professor der Philosophie an der University of Notre Dame in Indiana lehrte. Dadurch lebte Lobkowicz zwischen 1960 und 1968 in South Bend (Indiana), USA.
Im Jahr 1975 erhielt er das Abitur am Maximiliansgymnasium München und studierte im Anschluss in Freiburg und München Sinologie, Philosophie und Geschichte. 1979 schloss er mit einer Arbeit zum Finis-Begriff bei Johannes Duns Scotus sein Studium ab (Magister Artium). 1983 promovierte er an der Ludwig-Maximilians-Universität München mit einer Arbeit zu Common sense und Skeptizismus.
1982 heiratete er Christina Gräfin von Hohenthal und Bergen, mit der er sechs Kinder hat. Das Ehepaar Lobkowicz lebt in Oberbayern auf Schloss Maxlrain. Von 1985 bis 2023 leitete Lobkowicz die Maxlrainer Betriebe, besonders die Schlossbrauerei Maxlrain, die als einzige Brauerei Deutschlands seit Einführung des Bundesehrenpreises des deutschen Landwirtschaftsministers im Jahre 2008, diese höchste Qualitätsauszeichnung für Bier in Deutschland jedes Jahr erhalten hat. Seit 2023 leitet sein Sohn Peter Prinz von Lobkowicz die Maxlrainer Betriebe.
1989 gründete und baute Lobkowicz zusammen mit Paul Krings den Golfplatz Schloss Maxlrain, dessen erster Präsident er bis 1993 war. Heute ist der Golfclub Schloss Maxlrain unter den Leading Golf Courses of Germany.

## Arbeit bei den Maltesern
Seit 1989 ist Lobkowicz Ehren- und Devotions-Ritter des Souveränen Malteserordens. Seit 1990 im Rat der Deutschen Assoziation des Ritterordens, wurde er nach 12 Jahren als Vizepräsident am 17. Juni 2006 zum Präsidenten der Deutschen Assoziation gewählt. Seine Präsidentschaft endete nach dreimaliger Wiederwahl im Juni 2024.
Von 1994 bis 2007 war er Diözesanleiter des Malteser Hilfsdienstes in der Erzdiözese München und Freising, sowie bayerischer Landesbeauftragter, und von 1999 bis 2007 Vizepräsident dieser Organisation. Von 2002 bis 2024 war er Vorsitzender des Aufsichtsrates der Deutschen Malteser gGmbH.

## Auszeichnungen
Am 25. September 2007 erhielt von Lobkowicz aus der Hand des bayerischen Innenministers Günther Beckstein das Bundesverdienstkreuz am Bande.
Am 20. Juli 2011 verlieh ihm der Ministerpräsident des Freistaates Bayern, Horst Seehofer, den Bayerischen Verdienstorden.
2023 überreichte der Bayerische Innenminister Joachim Herrmann ihm das Große Verdienstkreuz des Verdienstordens der Bundesrepublik Deutschland.
Aus der Hand des langjährigen päpstlichen Nuntius in Berlin, Erzbischof Nikola Eterović, erhielt er 2025 das Komturkreuz des Päpstlichen Gregoriusordens.

## Publikationen
- Common Sense und Skeptizismus. Studien zur Philosophie von Thomas Reid und David Hume. Acta Humaniora, VCH, Weinheim 1986, ISBN 3-527-17555-5.

- als Hrsg.: Maxlrain - Lebendige Tradition. Verlag Lutz Garnies, Haar/München 2007, ISBN 978-3-926163-45-5.

- als Hrsg.: Der Malteserorden in Deutschland. Verlag Lutz Garnies, München 2011.

- als Hrsg.: Die Maxlrainer – Eine Familiengeschichte in Bildnissen vom 9. bis ins 18. Jahrhundert. Verlag Lutz Garnies, Haar/München 2019, ISBN 978-3-926163-98-1,

- als Hrsg.: Bayerisch Katholisch Patriotisch – 150 Jahre Bauern- und Männerverein Tuntenhausen. VLG Verlag & Agentur, Haar/München 2020, ISBN 978-3-96751-002-7.